# Fiodor Vassiliev
Fiodor Vassiliev (en russe : Фёдор Алекса́ндрович Васи́льев), né le 10 février 1850 (22 février dans le calendrier grégorien) à Gatchina (Empire russe) et mort le 24 septembre 1873 (6 octobre dans le calendrier grégorien) à Yalta, est un peintre russe, paysagiste.

## Biographie
Fiodor Vassiliev est né en 1850, dans la ville de Gatchina (actuellement dans l'oblast de Léningrad). Ses parents occupaient des fonctions de petits employés postaux à Pétersbourg.  

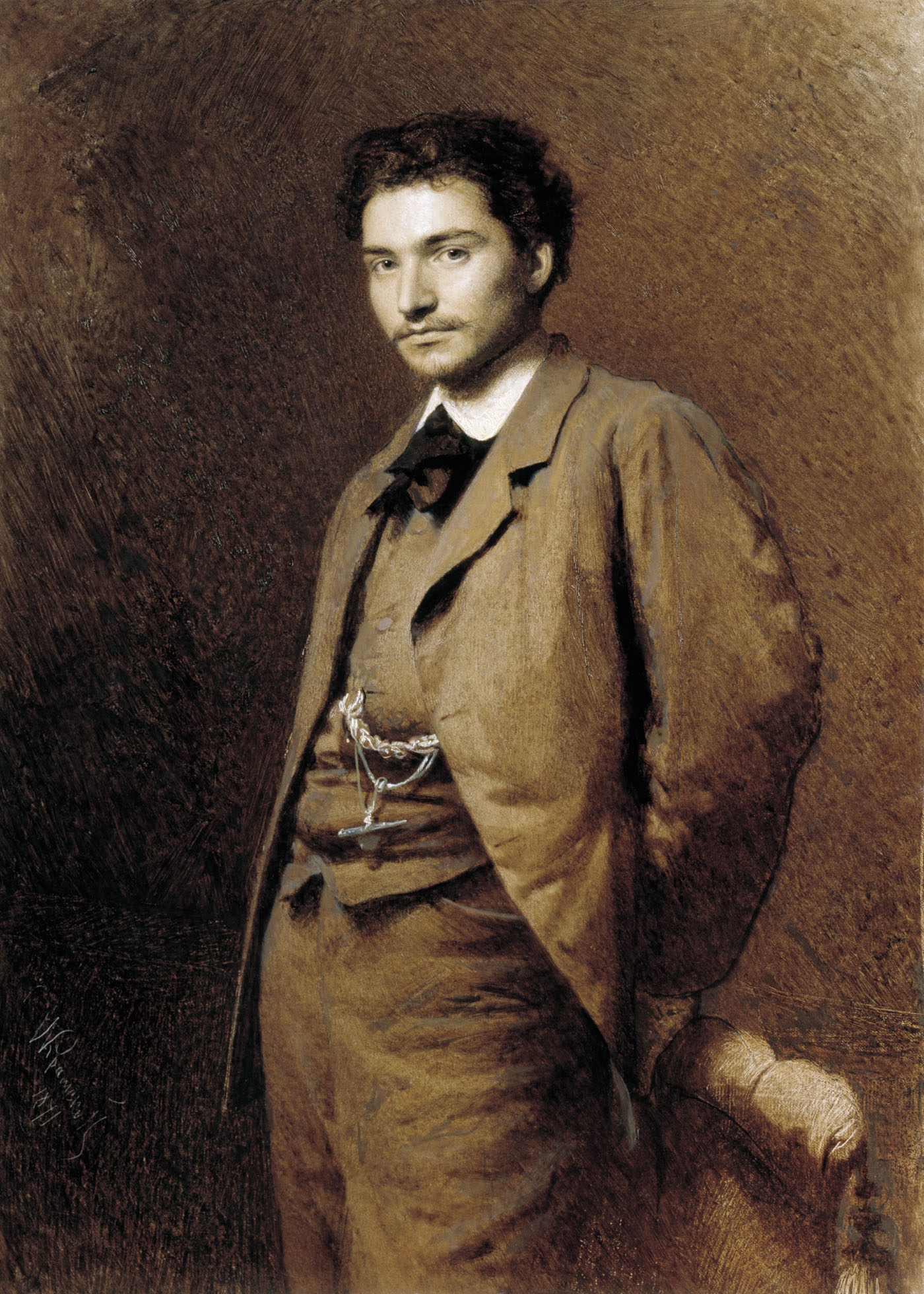
Portrait de Vassiliev réalisé par Ivan Kramskoï en 1871.

À l'âge de douze ans, le jeune Fiodor est envoyé au bureau de poste principal, où il reçoit un salaire de 3 roubles par mois. Très jeune il montre des capacités et de l'intérêt pour le dessin. Il abandonne son emploi et va étudier à la Société impériale d'encouragement des beaux-arts à Saint-Pétersbourg (1865—1868). Durant cette période, il combine ses cours à l'école avec des travaux de restauration à l'Académie russe des beaux-arts. À la fin de ses études, Vassiliev se retrouve dans un cercle d'amis parmi lesquels se trouvent Ivan Kramskoï et Ivan Chichkine. Des liens de famille se nouèrent avec ce dernier puisque Chichkine épousa la sœur de Fiodor, Eugénie Vassiliev, en 1868.
Son voyage, en 1867, sur l'île de Valaam, sur le lac Ladoga, représente un évènement important pour le jeune peintre. Il y travailla pendant plus de cinq mois avec Ivan Chichkine à partir de juin, jusqu'à la fin de l'automne. L'été 1869, il organise un autre voyage dans l'oblast de Tambov, dans la propriété du comte Pavel Stroganov et dans un manoir du village de Karian. En automne son séjour se poursuit en Ukraine, également dans une propriété du comte, au village de Khoten près de Soumy. Ces voyages jouèrent un rôle essentiel dans le développement des talents et des goûts du peintre.

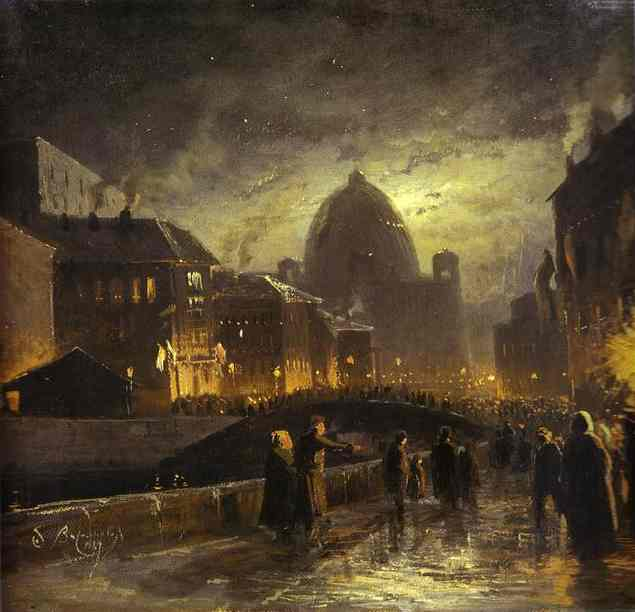
Illuminations de Saint-Pétersbourg, 1869.

En 1870, Vassiliev part sur le fleuve Volga avec les peintres Ilia Répine et E. Makarov.
Ils naviguent sur le fleuve depuis Tver jusqu'à Saratov et se construisent un abri dans les environs de Togliatti, en face des monts Jigouliovsk.
Les impressions ressenties, les photos, les croquis de cet été sur la Volga sont à la source d'un grand nombre de tableaux parmi lesquels les plus importants sont : Barques sur la Volga et Lagunes de la Volga. À son retour Vassiliev crée encore Le Dégel. Ce tableau
devint rapidement l'évènement de la vie artistique russe de l'année. Vassiliev en créa une version aux tons plus chauds qui sera exposée à l'Exposition universelle de Londres en 1872.

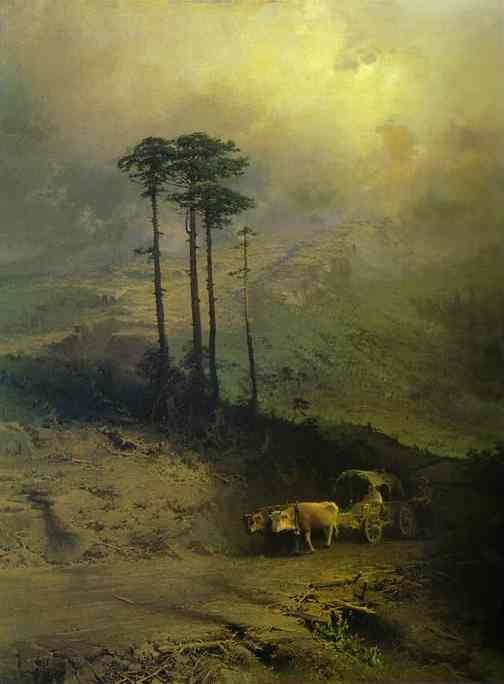
Dans les montagnes de Crimée, 1873.

En travaillant sur ce tableau Le Dégel durant l'hiver 1870, Vassiliev contracte la tuberculose après un refroidissement. Le comte Pavel Strogonov propose au peintre de passer l'été de 1871 dans ses propriétés du Gouvernement de Kharkov et du Gouvernement de Voronej. Mais il n'y guérit pas. La Société impériale d'encouragement des beaux-arts lui donne alors les moyens financiers pour aller en Crimée (avant son départ, il est inscrit comme étudiant bénévole et reçoit le titre d'"artiste" moyennant la réussite de quelques examens de science afin de justifier la bourse). Vassiliev passe en Crimée les deux dernières années de sa vie. On lui doit beaucoup de dessins de cette époque (crayons, aquarelle, sépia) et des toiles. « Dans les montagnes de Crimée » (1873) est son œuvre la plus achevée de cette période en Crimée. Elle est exposée à la Galerie Tretiakov à Moscou. Vassiliev dépeint abondamment la nature de cette région méridionale : Avant la pluie, Le matin, Moulin abandonné, Marais dans la forêt. Automne, Prairie inondée (1872, Galerie Tretiakov). Il travaille beaucoup, parfois au détriment de son état de santé. Il ne guérit pas et finit tragiquement à 23 ans le 24 septembre (6 octobre) 1873 à Yalta. Sa tombe se trouve dans le mémorial Polikourovski de Yalta. Dans la ville, un buste a été élevé à sa mémoire. 

## Galerie
liste des tableaux de Fiodor Vassiliev (ru)

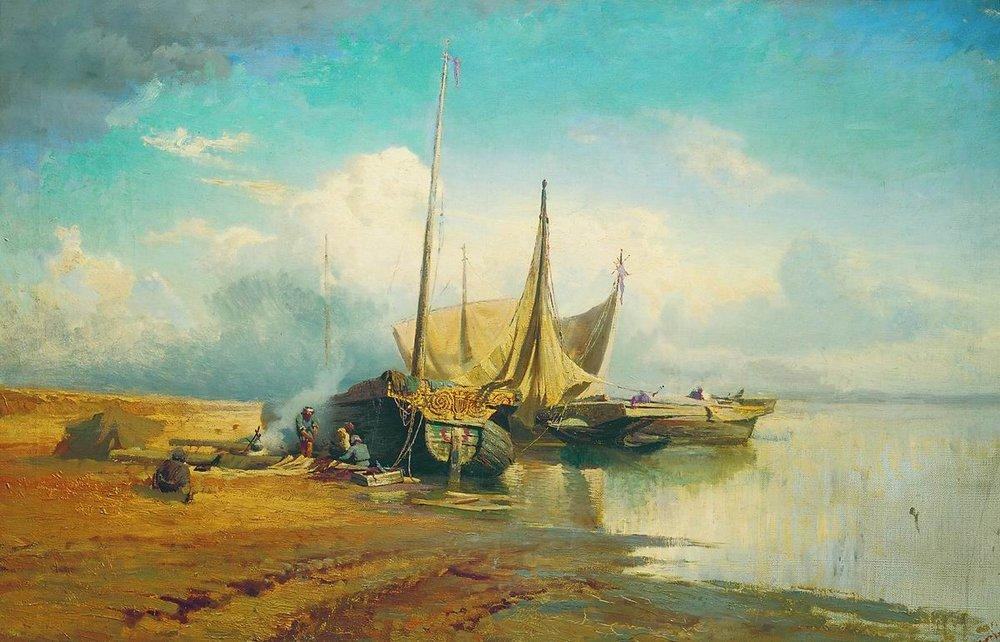
Vue de la Volga. Barques, 1870.
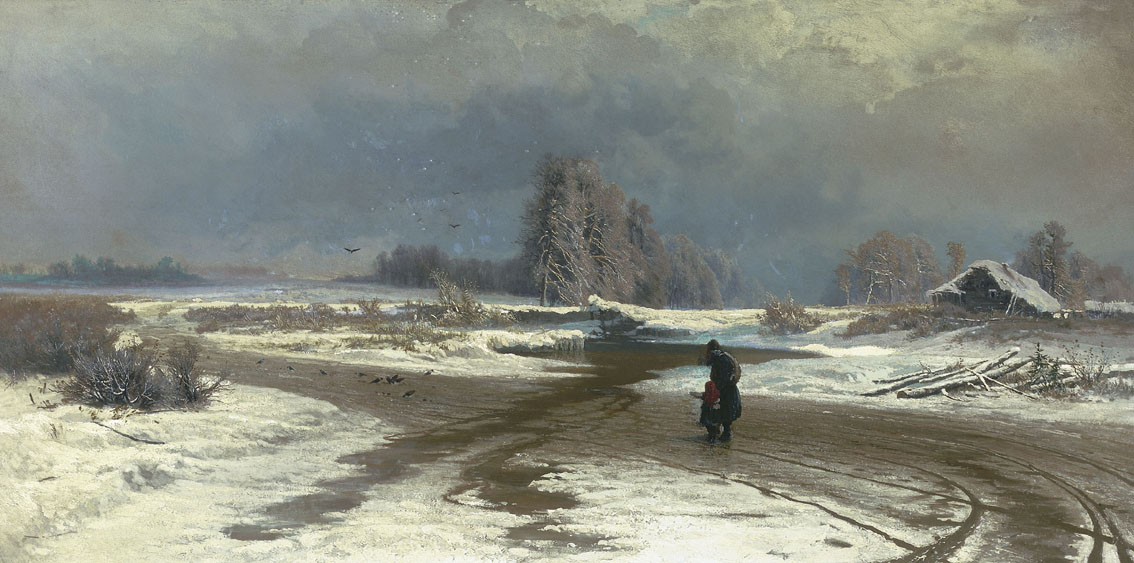
Le Dégel, 1871.
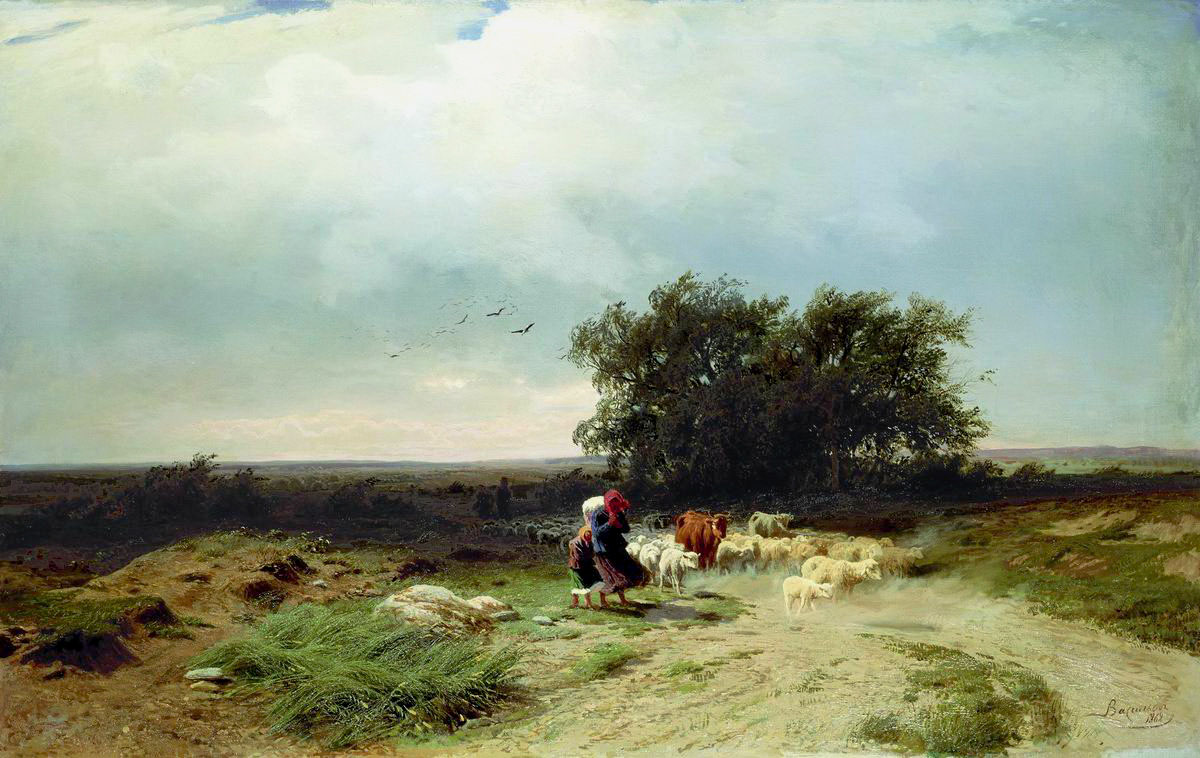
Retour du troupeau, 1868.
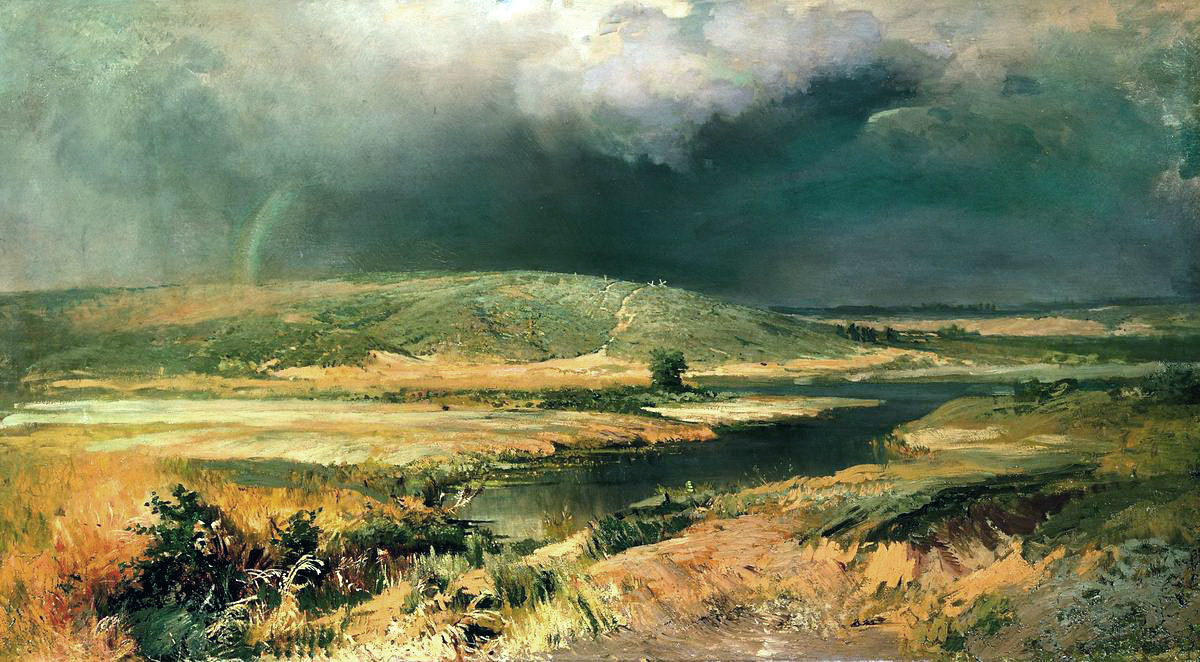
Lagunes de la Volga 1870.
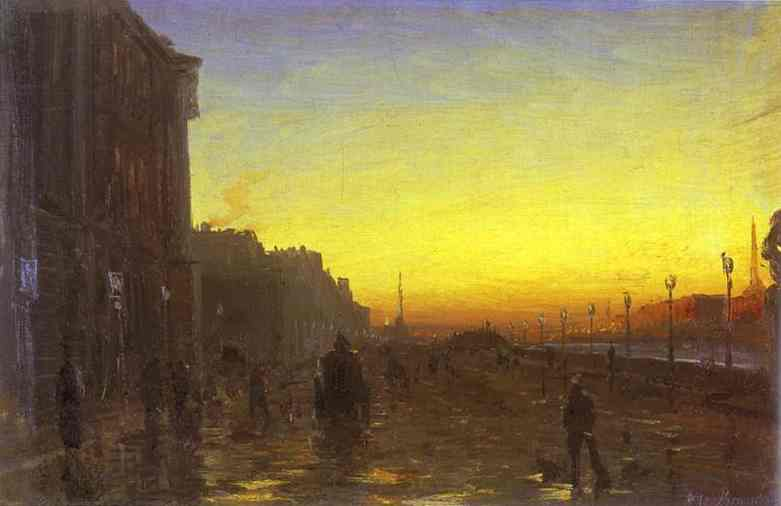
L'Aurore.
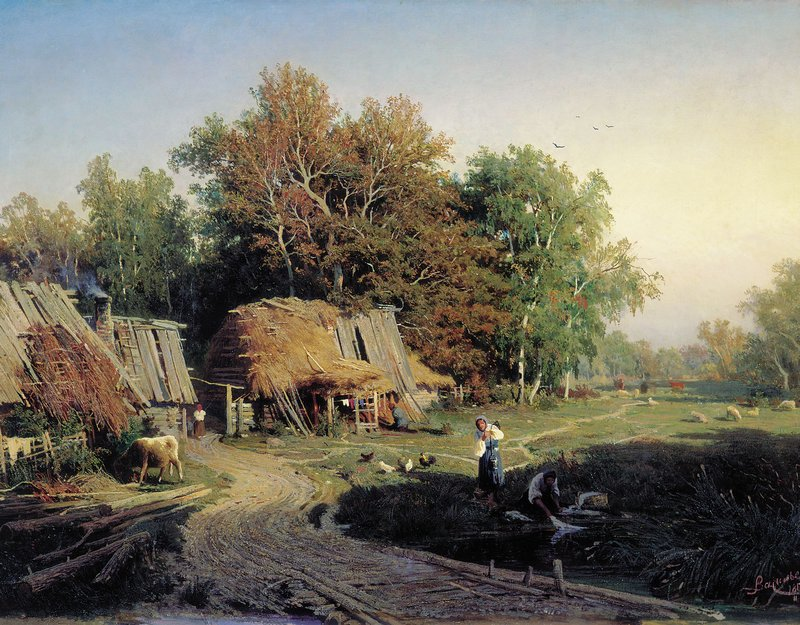
Le Village, 1869.
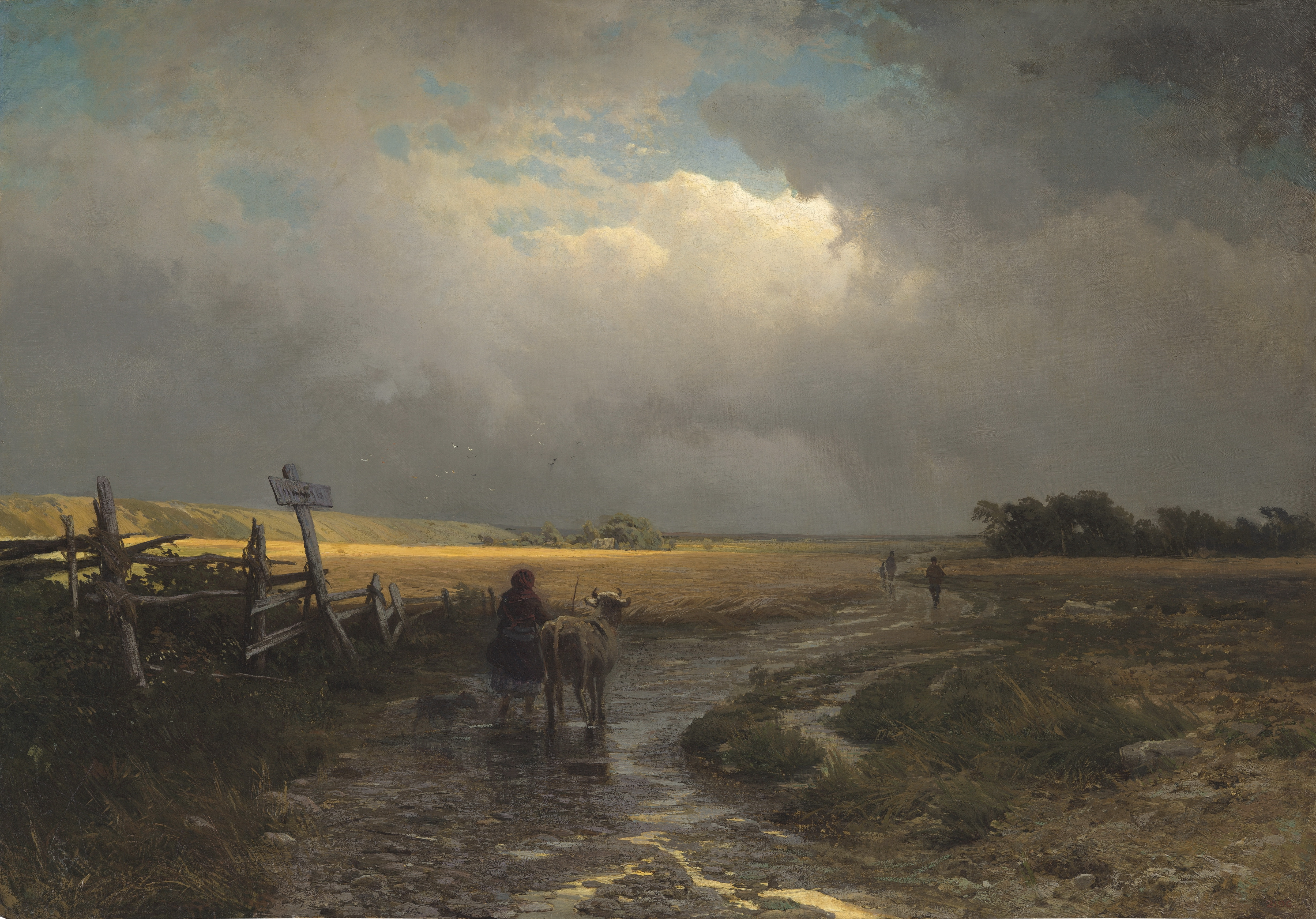
Chemin après la pluie, 1867-1869.
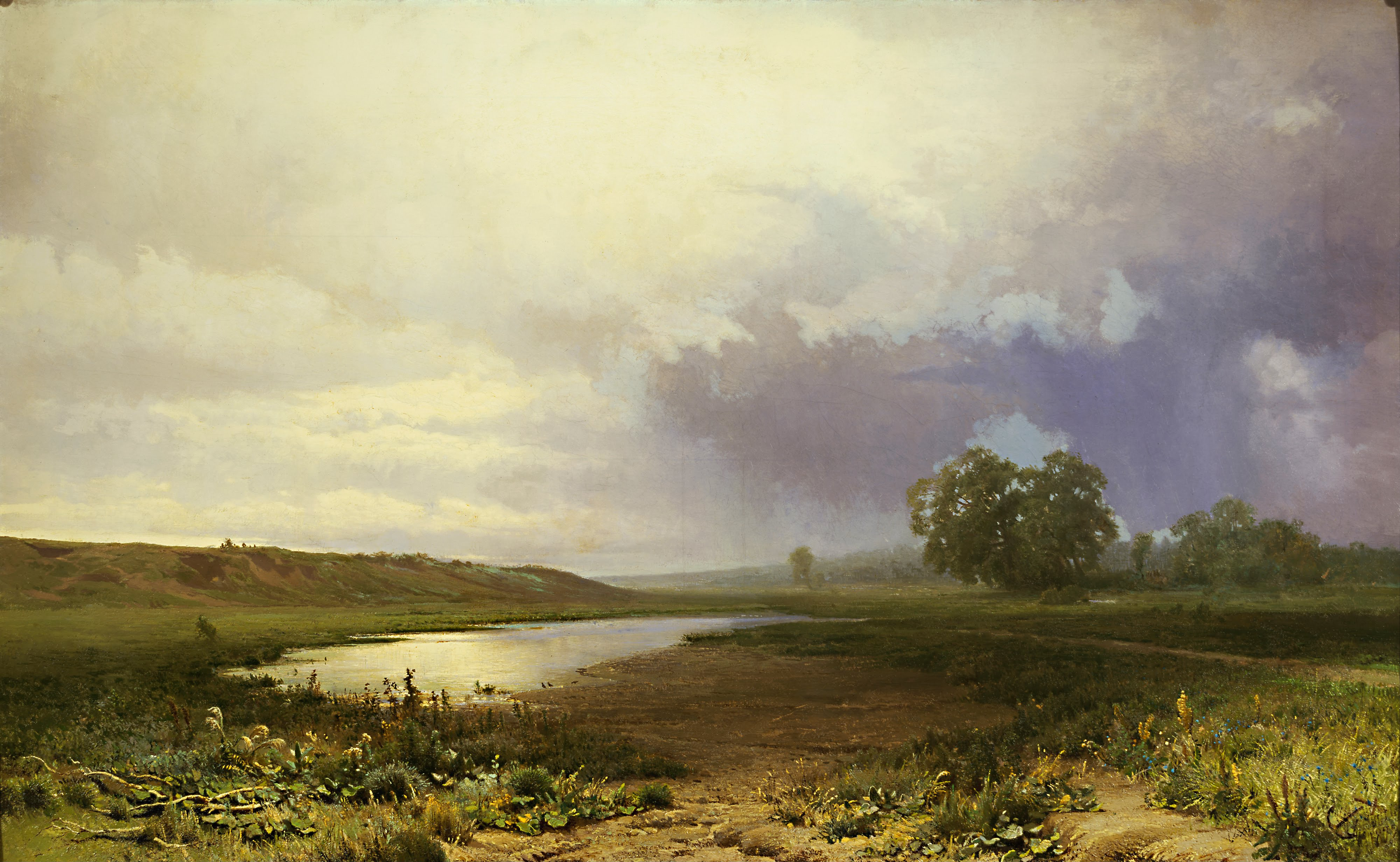
Prairie inondée 1872.
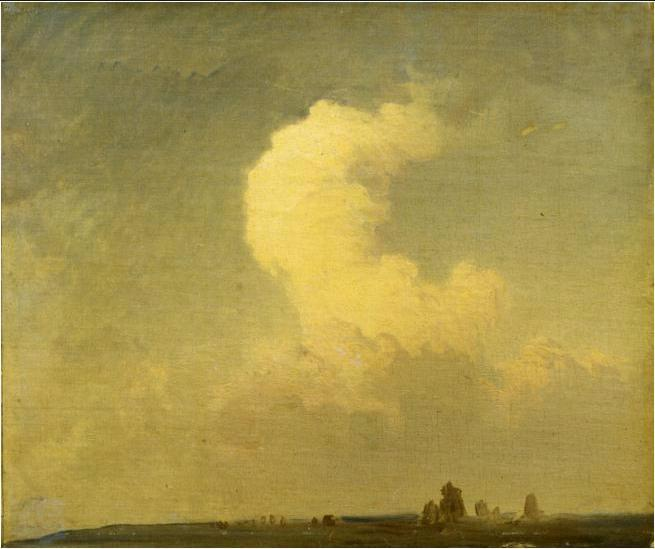
Cumulus, 1860.
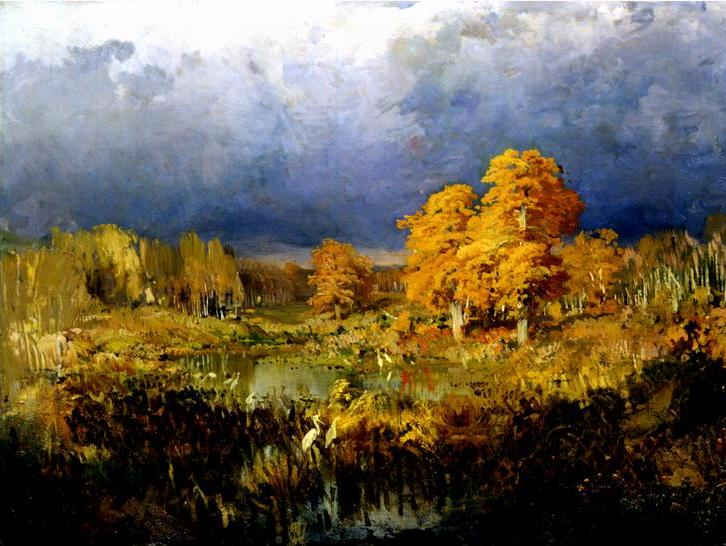
Marais dans la forêt. Automne.

## Liens
- Васильев Федор Александрович. Биография и творчество художника на Artonline.ru (Biographie)
- О художнике Ф. А. Васильеве
- на Палитра-ру
- Крымский некрополь (Nécropole en Crimée)